# Dossier médical

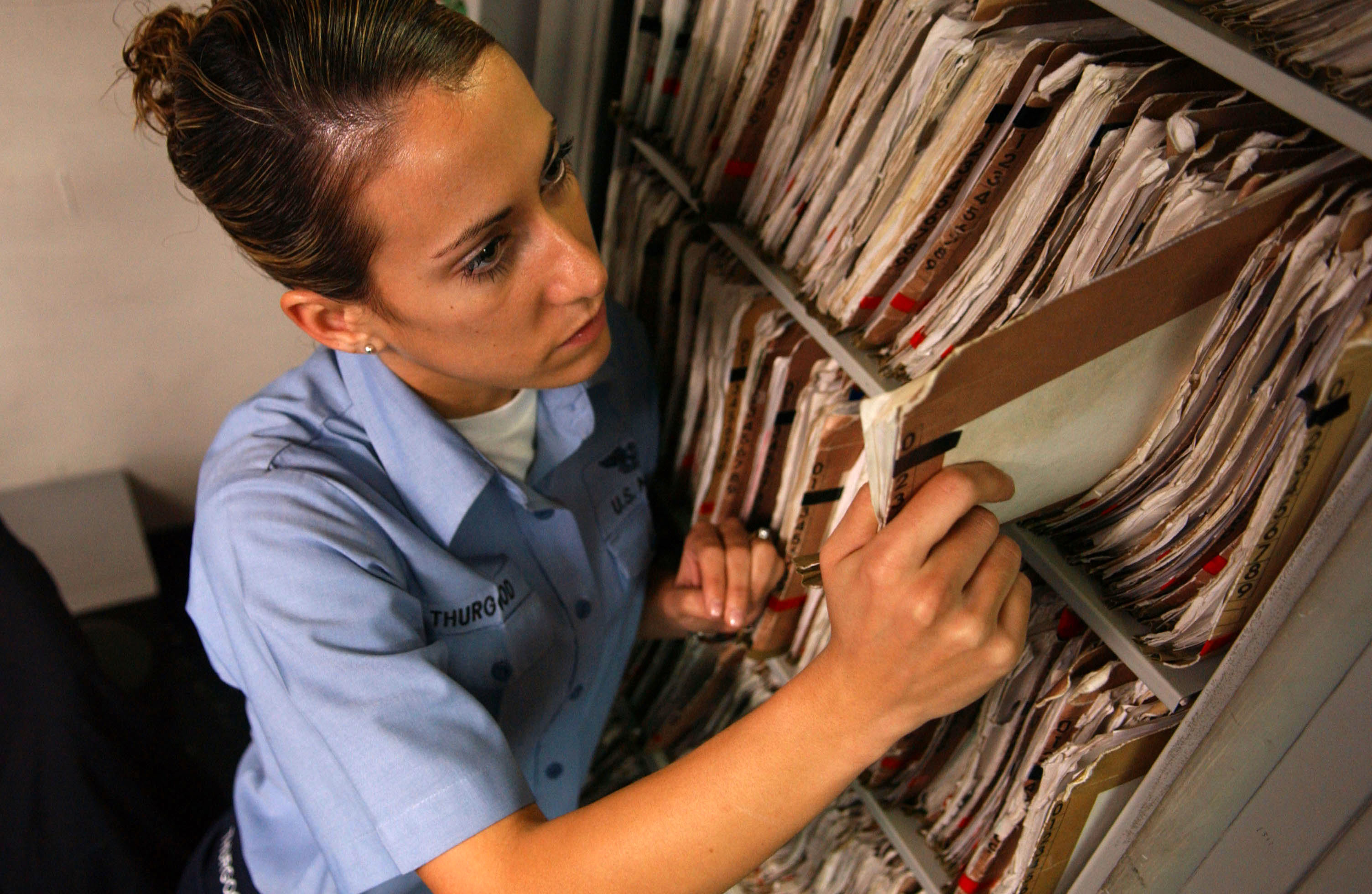
Dossiers médicaux.

Le dossier médical est un ensemble de documents (physiques ou informatisés) qui retrace des épisodes ayant affecté la santé de cette personne : lettres, notes, compte rendu, résultats de laboratoire, film radiologique, etc.

## Droit français
En droit français, le dossier médical doit être soigneusement conservé, pour la continuité des soins (le dossier médical doit donc pouvoir être transmis au successeur du médecin de famille, ou suivant le patient), pour répondre aux futures demandes d'accès des patients, voire pour apporter certaines preuves en cas de recherche de responsabilités.

## Droit canadien

### Droit québécois
En droit québécois, la communication du dossier médical pertinent à un litige peut être ordonnée par le tribunal en vertu des règles de procédure civile (art. 245 CPC) si cela est nécessaire pour établir l’état physique ou mental d’une partie, de la personne concernée par la demande ou de celle qui a subi le préjudice donnant lieu au litige. Il peut aussi y avoir une demande de dossier médical en vertu de l'art. 251 al.2 CPC.
D'après l'arrêt Ares c. Venner de la Cour suprême du Canada, la possibilité de mettre en preuve des notes sur le patient écrites par des infirmières ou par le médecin traitant constitue une exception à la prohibition du ouï-dire écrit, parce que les notes médicales sont présumées être fiables.

### Droit pénal
En droit pénal canadien, l'arrêt R. c. O'Connor est un arrêt de principe sur la communication des dossiers médicaux.